# Paraneoplastischer Pemphigus
Der paraneoplastischen Pemphigus gehört ebenso wie das Erythema gyratum repens, Erythema necroticans migrans, Hypertrichosis lanuginosa acquisita und die Acanthosis nigricans zu den obligaten Paraneoplasien. Diese blasenbildende Erkrankung ist fast immer mit einer Tumorerkrankung assoziiert. In einem Teil der Fälle liegt für das Auftreten des paraneoplastischen Pemphigus der Morbus Castleman zugrunde.
Tumorerkrankungen, die mit dem paraneoplastischen Pemphigus assoziiert sind:
- Non-Hodgkin-Lymphome, wie die CLL
- undifferenzierte Sarkome
- Thymom

In der Histologie finden sich Akantholysen und Dyskeratosen. Es kommt zu Anlagerungen von Immunglobulinen an der Basalmembran mit Antikörpern gegen Desmoplaktin I und II, BP-Antigen, Desmoglein und anderen.

## Erscheinungsbild
Die Läsionen des paraneoplastischen Pemphigus entsprechen nicht dem „klassischen“ Pemphigus vulgaris, sondern stellen sich polymorph dar. Das klinische Bild bietet eine Mischung aus dem Pemphigus vulgaris und dem Erythema exsudativum multiforme. Die Haut aber auch die Schleimhäute und die Mundhöhle können betroffen sein.